# Локомоция
Локомоцията (от лат. locus – място и motio – движение) е понятие от биологията и представлява придвижването на животни и хора вследствие на техни активни действия. Тя играе жизненоважна роля в техния живот. За разлика от повечето растения, те могат да се придвижват, за да си търсят храна и да се спасят от хищници.
Форми на локомоция:
- плуване;
- полет;
- наземно придвижване: ходене, бягане, скачане, пълзене и т.н.